# اژدهای جنگلی تاجدار
اژدهای جنگلی تاجدار (نام علمی: Hypsilurus dilophus) نام یک گونه از تیره مارمولک‌های اژدها است.